# 마이 오페라
마이 오페라(My Opera)는 오페라 웹 브라우저 사용자를 위한 가상 공동체였다. 오페라 소프트웨어 ASA(Opera Software ASA)에 속해 있다. 마이 오페라는 오페라 브라우저 지원 사이트일 뿐만 아니라 소셜 네트워킹 사이트처럼 작동했다. 블로그, 사진 앨범, 무료 이메일 서비스인 마이 오페라 메일(My Opera Mail) 등의 서비스를 제공했다. 마이 오페라는 2014년 3월 3일에 폐쇄되었다.